# Nadia Petrova
Nadia Petrova, em russo Надежда Петрова, (Moscou, Rússia, 8 de junho de 1982) é uma ex-tenista profissional de tênis da Rússia. 

## Grand Slam finals

### Duplas: 2 (2 vices)
| Posição | Ano  | Torneio       | Piso   | Parceira        | Oponentes                     | Placar             |
| ------- | ---- | ------------- | ------ | --------------- | ----------------------------- | ------------------ |
| Vice    | 2010 | US Open       | Duro   | Liezel Huber    | Yaroslava Shvedova Vania King | 6–2, 4–6, 6–7(4–7) |
| Vice    | 2012 | Roland Garros | Saibro | Maria Kirilenko | Sara Errani Roberta Vinci     | 6–4, 4–6, 2–6      |

## WTA finals

### Duplas: 2 (2 títulos)
| Posição | Ano  | Torneio     | Piso     | Parceira            | Oponentes                        | Placar   |
| ------- | ---- | ----------- | -------- | ------------------- | -------------------------------- | -------- |
| Campeã  | 2004 | Los Angeles | Duro (i) | Meghann Shaughnessy | Cara Black Rennae Stubbs         | 7–5, 6–2 |
| Campeã  | 2012 | Istanbul    | Duro (i) | Maria Kirilenko     | Andrea Hlaváčková Lucie Hradecká | 6–1, 6–4 |

## Tier I / Premier Mandatory & Premier 5 finais

### Simples: 5 (3 títulos, 2 vices)
| Posição | Ano  | Campeonato | Piso        | Oponente            | Placar        |
| ------- | ---- | ---------- | ----------- | ------------------- | ------------- |
| Vice    | 2005 | Berlin     | Saibro      | Justine Henin       | 3–6, 6–4, 3–6 |
| Campeã  | 2006 | Charleston | Saibro      | Patty Schnyder      | 6–3, 4–6, 6–1 |
| Campeã  | 2006 | Berlin     | Saibro      | Justine Henin       | 4–6, 6–4, 7–5 |
| Vice    | 2006 | Moscou     | Carpete (i) | Anna Chakvetadze    | 4–6, 4–6      |
| Campeã  | 2012 | Toquio     | Duro        | Agnieszka Radwańska | 6–0, 1–6, 6–3 |

### Duplas: 19 (9 títulos, 10 vices)
| Posição | Ano  | Torneio      | Piso        | Parceira            | Oponentes                                | Placar                |
| ------- | ---- | ------------ | ----------- | ------------------- | ---------------------------------------- | --------------------- |
| Vice    | 2002 | Moscou       | Carpete (i) | Jelena Dokić        | Elena Dementieva Janette Husárová        | 6–2, 3–6, 6–7(7-9)    |
| Vice    | 2002 | Zürich       | Duro (i)    | Jelena Dokić        | Elena Bovina Justine Henin               | 2–6, 6–7(2-7)         |
| Vice    | 2003 | Roma         | Saibro      | Jelena Dokić        | Svetlana Kuznetsova Martina Navratilova  | 4–6, 7–5, 2–6         |
| Campeã  | 2003 | Moscou       | Carpete (i) | Meghann Shaughnessy | Anastasia Myskina Vera Zvonareva         | 6–3, 6–4              |
| Campeã  | 2004 | Key Biscayne | Duro        | Meghann Shaughnessy | Svetlana Kuznetsova Elena Likhovtseva    | 6-2, 6-3              |
| Campeã  | 2004 | Berlin       | Saibro      | Meghann Shaughnessy | Janette Husárová Conchita Martínez       | 6–2, 2–6, 6–1         |
| Campeã  | 2004 | Roma         | Saibro      | Meghann Shaughnessy | Virginia Ruano Pascual Paola Suárez      | 2–6, 6–3, 6–3         |
| Vice    | 2005 | Indian Wells | Duro        | Meghann Shaughnessy | Virginia Ruano Pascual Paola Suárez      | 6–7(3-7), 1–6         |
| Campeã  | 2006 | Montreal     | Duro        | Martina Navratilova | Cara Black Anna-Lena Grönefeld           | 6-1, 6-2              |
| Campeã  | 2008 | Toquio       | Duro        | Vania King          | Lisa Raymond Samantha Stosur             | 6–1, 6–4              |
| Campeã  | 2008 | Moscou       | Duro        | Katarina Srebotnik  | Cara Black Liezel Huber                  | 6–4, 6–4              |
| Vice    | 2010 | Indian Wells | Duro        | Samantha Stosur     | Květa Peschke Katarina Srebotnik         | 6–4, 2–6, [5–10]      |
| Vice    | 2010 | Miami        | Duro        | Samantha Stosur     | Gisela Dulko Flavia Pennetta             | 3–6, 6–4, [7–10]      |
| Vice    | 2011 | Miami        | Duro        | Liezel Huber        | Daniela Hantuchová Agnieszka Radwańska   | 6–7(5-7), 6–2, [8–10] |
| Campeã  | 2012 | Miami        | Duro        | Maria Kirilenko     | Sara Errani Roberta Vinci                | 7–6(7–0), 4–6, [10–4] |
| Vice    | 2012 | Montreal     | Duro        | Katarina Srebotnik  | Klaudia Jans-Ignacik Kristina Mladenovic | 5–7, 6–2, [7–10]      |
| Vice    | 2013 | Doha         | Duro        | Katarina Srebotnik  | Sara Errani Roberta Vinci                | 6-2, 3-6, [6-10]      |
| Vice    | 2013 | Indian Wells | Duro        | Katarina Srebotnik  | Ekaterina Makarova Elena Vesnina         | 0-6, 7-5, [6-10]      |
| Campeã  | 2013 | Miami        | Duro        | Katarina Srebotnik  | Lisa Raymond Laura Robson                | 6-1, 7-6(7–2)         |